# لاگونا بلانکا
لاگونا بلانکا (به اسپانیایی: Laguna Blanca) یک شهرستان در شیلی است که در استان ماژلان واقع شده‌است. لاگونا بلانکا ۳٬۶۹۵٫۶ کیلومتر مربع مساحت و ۲۰۸ نفر جمعیت دارد و ۵۷۲ متر بالاتر از سطح دریا واقع شده‌است.